# Duewag MGT6D
| MGT6D | MGT6D                                                                   | MGT6D                                             | MGT6D                                             | MGT6D                                             |
| Variante: | Bogestra                                                                | Heidelberg                                        | Halle (Saale)                                     | Erfurt                                            |
| --- | ----------------------------------------------------------------------- | ------------------------------------------------- | ------------------------------------------------- | ------------------------------------------------- |
| von links nach rechts: Rostocker 6NGTWDE (6N1), Brandenburger MGT6D, Heidelberger MGT6D, Hallescher MGT6D, Bochumer MGT6D (NF6D), Erfurter MGT6DE |                                                                         |                                                   |                                                   |                                                   |
| ursprüngliche Anzahl: | Bogestra: 42 Brandenburg: 4 Erfurt: 4 Halle: 2 Mülheim: 4 Oberhausen: 6 | 12                                                | 60                                                | 12                                                |
| Hersteller (Wagenbau): | Duewag                                                                  | Duewag                                            | Duewag, DWA                                       | Duewag, DWA                                       |
| Hersteller (Elektrik): | Siemens                                                                 | ABB                                               | Adtranz, Siemens                                  | Adtranz                                           |
| Baujahr(e): | 1992–1996                                                               | 1994, 1995                                        | 1996–2001                                         | 1996–1998                                         |
| Radsatzfolge: | Bo’(1’1’)Bo’                                                            | Bo’(1’1’)Bo’                                      | Bo’(1’1’)Bo’                                      | Bo’(1’1’)Bo’                                      |
| Spurweite: | 1000 mm (Meterspur)                                                     | 1000 mm (Meterspur)                               | 1000 mm (Meterspur)                               | 1000 mm (Meterspur)                               |
| Länge über Kasten: | 28 620 mm                                                               | 28 930 mm                                         | 28 620 mm                                         | 28 710 mm                                         |
| Höhe: | 3377 mm                                                                 |                                                   |                                                   |                                                   |
| Breite: | 2300 mm                                                                 | 2300 mm                                           | 2300 mm                                           | 2300 mm                                           |
| Abstand Drehzapfen↔EEF: | 7750 mm                                                                 |                                                   |                                                   |                                                   |
| Achsstand EEF↔EEF: | 6200 mm                                                                 | 6250 mm                                           |                                                   |                                                   |
| Drehgestellachsstand: | 1800 mm                                                                 | 1800 mm                                           | 1800 mm                                           | 1800 mm                                           |
| Leermasse: | ca. 32 t                                                                | ca. 31 t                                          | ca. 32 t                                          | ca. 32 t                                          |
| Höchstgeschwindigkeit: | 70 km/h                                                                 | 70 km/h                                           | 70 km/h                                           | 70 km/h                                           |
| Dauerleistung: | 4 × 105 kW                                                              | 4 × 95 kW                                         |                                                   | 4 × 95 kW                                         |
| Raddurchmesser: | 575 mm                                                                  | 590 mm                                            | 575 mm                                            | 575 mm                                            |
| Stromsystem: | 600/750 V =                                                             | 600/750 V =                                       | 600/750 V =                                       | 600/750 V =                                       |
| Stromübertragung: | Oberleitung, meist 1 Einholmstromabnehmer                               | Oberleitung, meist 1 Einholmstromabnehmer         | Oberleitung, meist 1 Einholmstromabnehmer         | Oberleitung, meist 1 Einholmstromabnehmer         |
| Antrieb: | Drehstrom-Asynchronmaschinen                                            | Drehstrom-Asynchronmaschinen                      | Drehstrom-Asynchronmaschinen                      | Drehstrom-Asynchronmaschinen                      |
| Betriebsart: | Zweirichtungswagen                                                      | Zweirichtungswagen                                | Zweirichtungswagen                                | Einrichtungswagen                                 |
| Sitzplätze: | 72                                                                      | 74                                                |                                                   | 85                                                |
| Stehplätze (4/m²): | 100                                                                     | 97                                                |                                                   | 100                                               |
| Fußbodenhöhe: | Niederflurbereich: 350 mm Hochflurbereich: 560 mm                       | Niederflurbereich: 350 mm Hochflurbereich: 560 mm | Niederflurbereich: 350 mm Hochflurbereich: 560 mm | Niederflurbereich: 350 mm Hochflurbereich: 560 mm |
| Niederfluranteil: | ca. 63–70 %                                                             | ca. 63–70 %                                       | ca. 63–70 %                                       | ca. 63–70 %                                       |
| Belege: | [ 3 ]                                                                   | [ 3 ]                                             | [ 3 ]                                             | [ 3 ]                                             |

Der MGT6D (Meterspur-Gelenk-Triebwagen mit sechs Radsätzen und Drehstromantrieb) ist ein von 1992 bis 2001 gebauter, niederfluriger Straßenbahn-Fahrzeugtyp des Herstellers Duewag. Er basiert auf dem zuvor für die Straßenbahn Kassel entwickelten NGT6C. Es handelt sich um dreiteilige Gelenkwagen mit aufgesattelten Endwagen und einem langen Mittelteil, das auf zwei Einzelrad-Einzelfahrwerken (EEF) läuft. Der Niederfluranteil beträgt ungefähr 63 bis 70 Prozent. MGT6D wurden für die Straßenbahnen Bochum/Gelsenkirchen, Brandenburg an der Havel, Erfurt, Halle (Saale), Heidelberg und Mülheim/Oberhausen gebaut. Als Gebrauchtwagen gelangten sie auch zu den Straßenbahnen Schöneiche bei Berlin und Łódź.
Für die Straßenbahnen Rostock (Typ 6NGTWDE), Leipzig (Typ 36), Bonn (Typ R1.1) und Düsseldorf (Typ NF6) wurden ähnliche Fahrzeuge gebaut, auf welche die Bezeichnung MGT6D jedoch nicht zutrifft und die teilweise keine EEF haben.

## Technik

### Allgemeines
Der grundsätzliche Aufbau der MGT6D entspricht dem ab 1988 für die Kasseler Verkehrs-Gesellschaft entwickelten NGT6C. Das Fahrzeug besteht aus einem Mittelteil mit zwei Einzelrad-Einzelfahrwerken und zwei darauf aufgesattelten Endteilen mit je einem zweiachsigen Triebdrehgestell. Während die Kasseler Fahrzeuge noch einen klassischen Gleichstrom-Tandemantrieb mit Chopper-Steuerung erhielten, wurden die MGT6D mit Drehstromantrieb ausgeführt. Durch den geringeren Platzbedarf der Drehstrommotoren konnte damit der Fußboden über den Triebdrehgestellen niedriger (560 mm) ausgeführt werden als für Kassel und es gibt jeweils nur eine statt zwei Stufen zwischen Nieder- und Hochflurbereich. Die Fußbodenhöhe im Niederflurbereich beträgt 350 mm. Die asymmetrische Front der Kasseler Fahrzeuge wurde wegen der Zweirichtungsbauart nicht wieder aufgegriffen. Die Fahrzeuge sind stets 2,3 Meter breit und ungefähr 29 Meter lang. Die Wagenkästen sind geschweißt und bestehen aus nichtrostendem Stahl.
Die Triebdrehgestelle haben eine Gummi-/Metall-Primärfederung und Schraubenfedern als Sekundärfederung. Die Radsätze werden von jeweils einem abgefederten, quer angeordneten Motor angetrieben. Im Gegensatz zu den NGT6C erhielten die Einzelrad-Einzelfahrwerke der MGT6D von Anfang eine Primärfederung und die Bremsscheiben sind auch bei Betriebsbremsungen aktiv. Bei den Einzelrad-Eizelfahrwerken tritt prinzipbedingt beim Befahren von Gleisbögen eine Verengung des Rückflächenabstandes der Radscheiben auf. Die Herzstück- und Radlenkerbereiche einiger Weichen mussten deshalb leicht angepasst werden, um den Einsatz von MGT6D zu ermöglichen.

### Varianten

#### Bogestra
Die erste und am weitesten verbreitete MGT6D-Variante, zuerst von der Bochum-Gelsenkirchener Straßenbahnen AG (Bogestra) bestellt, ist als Zweirichtungswagen ausgeführt. Der Achsstand zwischen den beiden Einzelrad-einzelfahrwerken beträgt 6200 mm. Der mittlere Wagenteil ist 9100 mm lang. In jedem Wagenteil ist beidseitig eine zweiflüglige Schwenkschiebetür mit einer lichten Weite von etwa 1250 mm angeordnet, die direkt in den Niederflurbereich führt. Die Einstiegshöhe beträgt 290 mm. Über den Triebdrehgestellen verbleibt auf Bodenhöhe eine Gangbreite von lediglich 380 mm, in Sitzhöhe 530 mm. Die elektrische Ausrüstung, deren Wechselrichter mit GTO-Thyristoren arbeiten, wurde von Siemens geliefert. Beide Motoren eines Drehgestells werden dabei von einem Wechselrichter gespeist. Jeder der luftgekühlten Drehstrom-Asynchronmotoren hat eine Dauerleistung von 105 kW. Die Fahrzeuge verfügen über eine Vielfachsteuerung und bei den meisten Einsatzbetrieben über nicht abgedeckte, stets hervorstehende Scharfenbergkupplungen für den Einsatz in Doppeltraktion. Die Fahrzeuge sind mit einer Spurkranzschmierung ausgestattet.
Die Abweichungen zwischen den an verschiedene Betriebe gelieferten Fahrzeugen dieser Variante sind sehr gering. Bei den Erfurter Fahrzeugen betrifft dies beispielsweise Details des Fahrgastinformationssystems, die Weichensteuerung, die Fahrtenschreiber, eine Anpassung der Kupplungen an den vorhandenen Fahrzeugbestand zwecks Abschleppmöglichkeit sowie geringfügig breitere Türen (lichte Weite 1270 mm).

#### Heidelberg

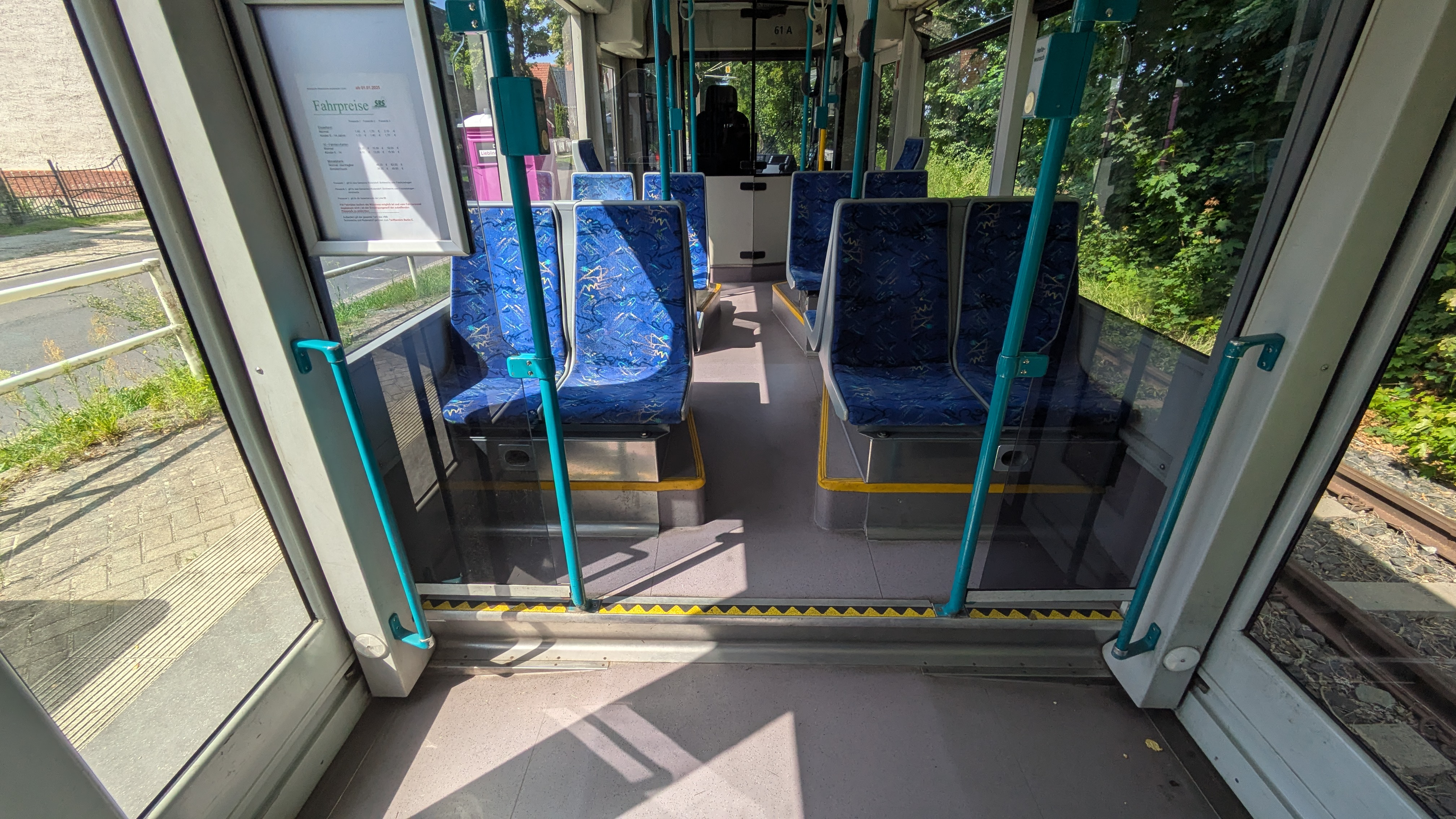
Fahrgastraum eines MGT6D der Variante Heidelberg, Bereich über einem Triebdrehgestell

Die für die Straßenbahn Heidelberg gebaute Variante ist ebenfalls als Zweirichtungswagen ausgeführt. Der Achsstand des Mittelteils beträgt 6250 mm. Der mittlere Wagenteil ist 9150 mm lang. Gegenüber der Bogestra-Variante gibt es an den Wagenenden zusätzlich beidseitige Einzeltüren, die direkt in den Hochflurbereich führen. Die Einstiegshöhe beträgt 300 mm. Über den Triebdrehgestellen verbleibt auf Bodenhöhe eine Gangbreite von lediglich 365 mm, in Sitzhöhe 460 mm. In den Endteilen gibt es jeweils zwischen Doppeltür und Gelenk auf einer Seite nur ein statt zwei Fenster. Die elektrische Ausrüstung wurde von ABB geliefert. Die Fahrmotoren haben dabei jeweils eine Dauerleistung von 95 kW. Außerdem sind die Fronten anders als bei allen anderen MGT6D in Anlehnung an den Stadtbahnwagen Typ M/N gestaltet.

#### Halle (Saale)

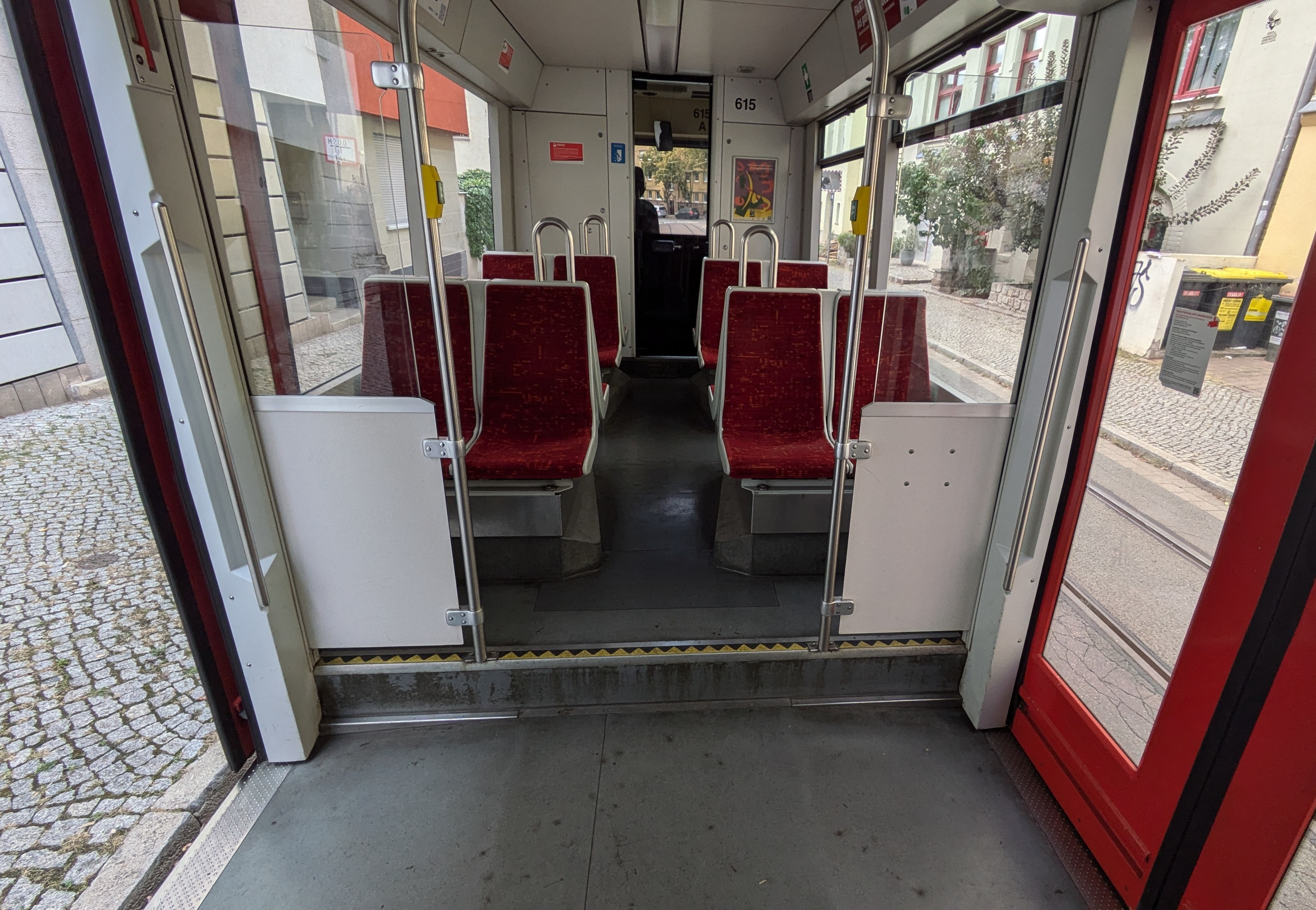
Fahrgastraum eines MGT6D der Variante Halle (Saale), Bereich über einem Triebdrehgestell

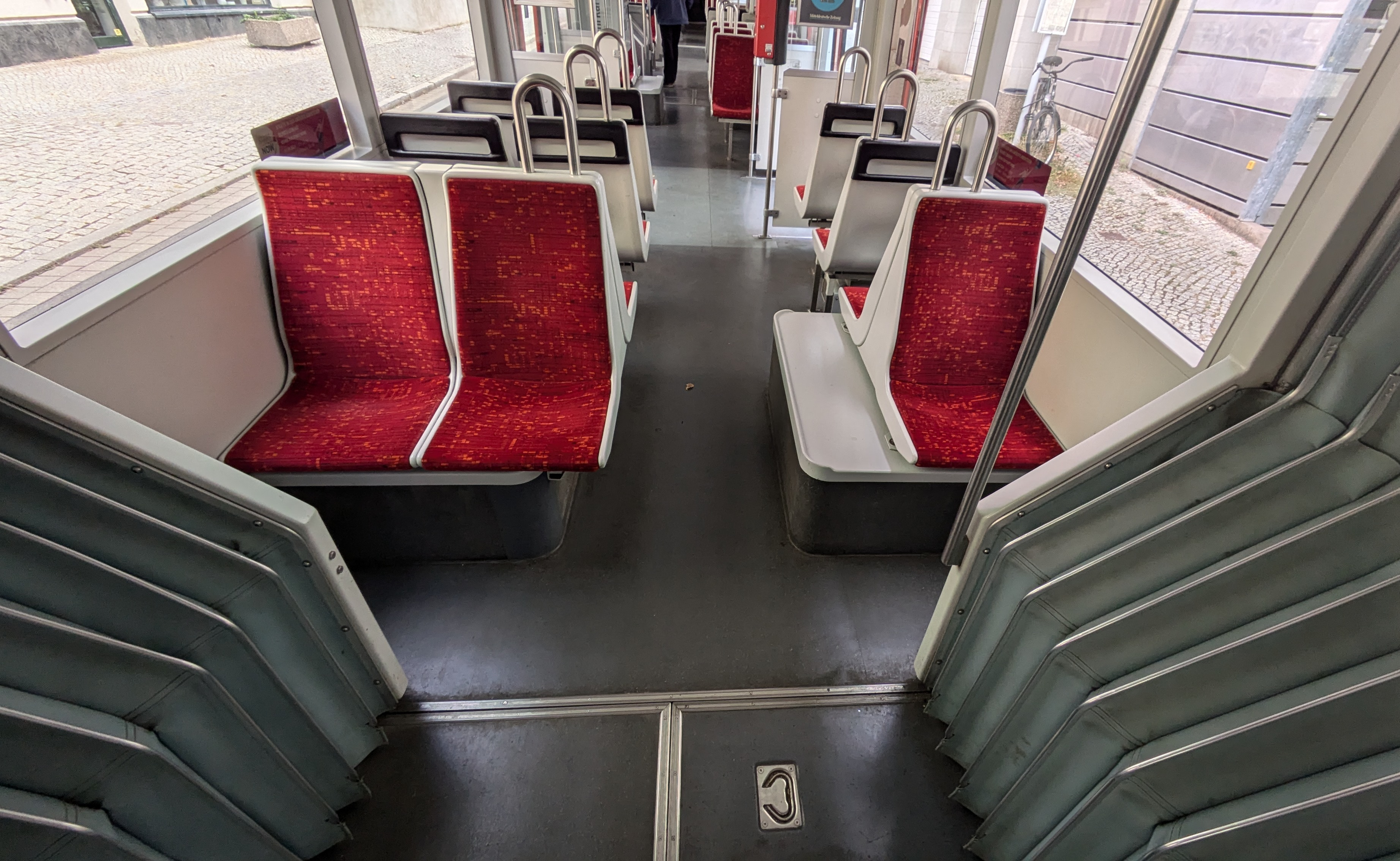
Fahrgastraum eines MGT6D der Variante Halle (Saale), Mittelteil mit Radkästen eines EEF

Für die Straßenbahn Halle (Saale) wurde eine Variante entwickelt, die sich von der Bogestra-Variante hauptsächlich durch das Hinzufügen von Fahrertüren unterscheidet. Den Bau der Wagenkästen und die Montage übernahm der Waggonbau Bautzen (Teil von Deutsche Waggonbau bzw. später Bombardier) statt der Duewag. Außerdem erhielten sie ihre elektrische Ausrüstung mit IGBT statt GTO-Thyristoren von Adtranz, wobei Siemens die Motoren nach AEG-Entwürfen baute.

#### Erfurt
Die Erfurter Serienwagen unterscheiden sich von der Bogestra-Variante hauptsächlich durch die Ausführung als Einrichtungswagen. Den wagenbaulichen Teil übernahm auch in diesem Fall Deutsche Waggonbau (DWA) und die elektrische Ausrüstung wurde von Adtranz geliefert. Die Kupplungen sind bei Nichtnutzung eingezogen und abgedeckt.

### Ähnliche Fahrzeuge

#### Mit Einzelrad-Einzelfahrwerken
Die Einrichtungswagen des Typs 6NGTWDE für die Straßenbahn Rostock unterscheiden sich von den MGT6D im Wesentlichen durch die Ausführung für Regel- statt Meterspur. Außerdem sind die in den Endwagenteilen angeordneten Doppeltüren bei diesen Wagen so weit von den Triebdrehgestellen entfernt, dass statt der üblichen Stufe eine lange Rampe realisiert werden konnte. Auch insgesamt sind die Fahrzeuge etwas länger.

#### Ohne Einzelrad-Einzelfahrwerke
Die Mittelteile der Einrichtungswagen des Typs 36 der Straßenbahn Leipzig laufen auf zweiachsigen Kleinraddrehgestellen statt der Einzelrad-Einzelfahrwerke, sind kürzer, schmaler und für die Leipziger Spurweite von 1458 mm ausgeführt. Die Zweirichtungswagen des Typs R1.1 der Straßenbahn Bonn sowie die Einrichtungswagen des Typs NF6 der Straßenbahn Düsseldorf haben einachsige, mechanisch von den Gelenken aus gesteuerte Drehgestelle statt der Einzelrad-Einzelfahrwerke, sind breiter und regelspurig.

## Einsatz

### Überblick
Die erste MGT6D-Kundin war die Bogestra zu Beginn der 1990er. Bereits während der Bauphase der Bochumer Wagen wurden zwei Fahrzeuge der Bogestra-Variante an die HAVAG in Halle an der Saale ausgeliefert, die danach Fahrzeuge der für sie angepassten Variante beschaffte.
Neben diesen zwei Betrieben wurden MGT6D der Bogestra-Variante auch nach Brandenburg an der Havel, Mülheim an der Ruhr und Oberhausen und Erfurt geliefert. Für Erfurt folgten später noch Fahrzeuge der Einrichtungsvariante. Nur Heidelberg erhielt keine Wagen der Bogestra-Variante, sondern ausschließlich diejenigen der eigenen Anpassung.
Durch die Übernahme gebrauchter Fahrzeuge gelangen die Fahrzeuge inzwischen nicht mehr nur in Deutschland zum Einsatz, sondern auch in Polen bei der Straßenbahn Łódź (ehemalige Bogestra-Fahrzeuge). 2025 rüstete der dortige Verkehrsbetrieb bei zunächst einem Wagen probeweise eine Fahrgastraum-Klimaanlage nach.
Die MGT6D werden überwiegend einzeln eingesetzt. Einsätze in Doppeltraktion mit einem Fassungsvermögen von fast 350 Fahrgästen gibt oder gab es jedoch bei der Bogestra, in Erfurt, Halle sowie in Oberhausen.
| Betrieb                                 | Typbezeichnung des Betreibers | Variante   | Spurweite in mm | Baujahr   | aktuelle Anzahl | Wagennr.                              | Besonderheiten | Bild |
| --------------------------------------- | ----------------------------- | ---------- | --------------- | --------- | --------------- | ------------------------------------- | --- | ---- |
| Bogestra Bochum, Gelsenkirchen          | NF6D                          | Bogestra   | 1000            | 1992–1994 | 0               | 401–442                               | sechs verschrottet (410, 415, 425, 434, 435, 442) Wagen 432 2016 als Ersatzteilspender nach Mülheim an der Ruhr verkauft, später dort verschrottet alle weiteren 2017–2020 nach Łódź verkauft |      |
|                                         |                               |            |                 |           |                 |                                       | |      |
| Brandenburg an der Havel                | MGT6D                         | Bogestra   | 1000            | 1995      | 4               | 100–103                               | |      |
| Brandenburg an der Havel                | MGT6D                         | Bogestra   | 1000            | 1992/1993 | 2               | 104+105                               | März 2014 ex Halle 500+501 |      |
|                                         |                               |            |                 |           |                 |                                       | |      |
| EVAG Erfurt                             | MGT6D                         | Bogestra   | 1000            | 1994      | 4               | 601–604                               | |      |
| EVAG Erfurt                             | MGT6DE                        | Erfurt     | 1000            | 1996–1998 | 12              | 605–616                               | 2003–2004 Wagen 609, 610, 612, 614 nach Valencia ausgeliehen |      |
|                                         |                               |            |                 |           |                 |                                       | |      |
| HAVAG Halle (Saale)                     | MGT6D                         | Bogestra   | 1000            | 1992/1993 | 0               | 500+501                               | der Bochumer Serie entnommen; die Wagen besaßen bei ihrer Lieferung zwei Stromabnehmer an den Wagenenden, die auch beide im Betrieb angelegt waren, später wurde einer in die Mitte verlegt. Im März 2014 nach Brandenburg verkauft |      |
| HAVAG Halle (Saale)                     | MGT6D                         | Halle      | 1000            | 1996–2001 | 59              | 601–660                               | Fahrerstandstüren; Wagen 621 nach Unfall (2022) im November 2024 verschrottet. |      |
|                                         |                               |            |                 |           |                 |                                       | |      |
| rnv Heidelberg                          | MGT6D                         | Heidelberg | 1000            | 1994/1995 | 3               | 3261–3272 ex 261–272                  | zwei verschrottet (3263, 3272), drei abgestellt (3266, 3267, 3270); sechs an Straßenbahn Schöneiche bei Berlin verkauft |      |
|                                         |                               |            |                 |           |                 |                                       | |      |
| Straßenbahn Schöneiche bei Berlin       | MGT6D                         | Heidelberg | 1000            | 1994/1995 | 5               | 61, 62, 64, 67, 69                    | Seit September 2024 im Zulauf. ex. RNV (3261, 3262, 3264, 3269, 3271) |      |
|                                         |                               |            |                 |           |                 |                                       | |      |
| MVG Mülheim an der Ruhr, jetzt Ruhrbahn | NF6D                          | Bogestra   | 1000            | 1995/1996 | 1               | 201–204                               | außerdem 2016 einen Wagen aus Bochum als Ersatzteilspender übernommen, später verschrottet, 202 und 203 seit 2023 bzw. 2025 abgestellt |      |
|                                         |                               |            |                 |           |                 |                                       | |      |
| STOAG Oberhausen                        | NF6D                          | Bogestra   | 1000            | 1996      | 6               | 205–210                               | gemeinsamer Einsatz mit den Mülheimer Wagen |      |
|                                         |                               |            |                 |           |                 |                                       | |      |
| MPK Łódź (Polen)                        | NF6D                          | Bogestra   | 1000            | 1992–1994 | 35              | 1751, 1861–1874, 1951–1960, 1051–1060 | zwischen November 2017 und 2020 von der Bogestra gekauft 1751 (441), 1861 (403), 1862 (405), 1863 (402), 1864 (406), 1865 (408), 1866 (412), 1867 (409), 1868 (426), 1869 (411), 1870 (428), 1871 (413), 1872 (414), 1873 (419), 1874 (420), 1951 (423), 1952 (424), 1953 (429), 1954 (430), 1955 (431), 1956 (433), 1957 (436), 1958 (437), 1959 (438), 1960 (439), 1051 (404), 1052 (440), 1053 (407), 1054 (417), 1055 (418), 1056 (422), 1057 (416), 1058 (427), 1059 (401), 1060 (421) |      |

### Bochum/Gelsenkirchen
Die Bogestra hatte 1990 zunächst 20 und optional 21 weitere Fahrzeuge zum Einsatz bei der Straßenbahn Bochum/Gelsenkirchen bestellt. Nach Ausübung der Option und Bestellung eines zusätzlichen Fahrzeugs umfasste der Auftragsumfang schließlich 42 Fahrzeuge. Das erste Fahrzeug lieferte die Duewag im Oktober 1992. Die Bogestra bezeichnete den Typ als NF6D.
Die Wagen waren allerdings erst im Sommer 2006 voll verfügbar und zeigten auch danach bald durch Rissbildung an Fenster- und Türecken der Wagenkästen sowie im Sommer 2014 durch den Bruch einer Achsbrücke neue Schwachstellen. Der Fund eines weiteren Wagens mit Anrissen in den gegossenen Achsbrücken der Einzelradlaufwerke im Januar 2015 führte zur Entscheidung der technischen Aufsichtsbehörde, diesen Wagentyp nur noch mit einer maximalen Geschwindigkeit von 30 km/h weiter zu betreiben. Die gegossenen Einzelradfahrwerke wurden ab 2015 schrittweise durch geschmiedete Fahrwerke ersetzt, wie sie auch bei späteren Baulosen eingesetzt wurden. Nach dem Ersatz der Achsbrücken bleibt die Höchstgeschwindigkeit auf 50 km/h beschränkt. Ab 2016 wurden die NF6D dann vorzeitig durch Neufahrzeuge des Typs Variobahn ersetzt. Ursprünglich waren 35 Jahre Einsatzdauer vorgesehen. Am 13. November 2020 schieden die letzten beiden Triebwagen aus dem Liniendienst aus. Die meisten NF6D verkaufte die Bogestra nach Łódź.

### Erfurt
Nach der Wiedervereinigung entsprachen die Kurzgelenkwagen des Typs KT4D, welche den gesamten Fahrzeugbestand der Straßenbahn Erfurt bildeten, nicht mehr den Vorstellungen eines fahrgastorientierten Verkehrsangebots. Weil Aspekte des Komforts, der Wartung, der Instandhaltung und des Energiebedarfs auch nach Modernisierungen nicht dem aktuellen Stand der Technik entsprachen, entschlossen sich die Erfurter Verkehrsbetriebe (EVAG) 1993 zur Beschaffung von zunächst vier Neufahrzeugen. Diese sollten im Gegensatz zu den KT4D Zweirichtungswagen sein, um bei Bauarbeiten flexibler agieren zu können. Weil der zu diesem Zeitpunkt bereits in Auslieferung befindliche MGT6D der Bogestra-Variante als Typ gewählt wurde, konnten die Fahrzeuge bereits ab April 1994 ausgeliefert und ab Mai 1994 im Fahrgastbetrieb (zunächst Linie 1, Grubenstraße – Anger – Hauptfriedhof) eingesetzt werden. Damit standen sie auch rechtzeitig zur Feier des 100-jährigen Jubiläums der elektrischen Straßenbahn in Erfurt im Juni 1994 zur Verfügung. Zudem blieb der Preis trotz der geringen Stückzahl relativ günstig. Ab August 1994 waren alle vier MGT6D im Einsatz, infrastrukturbedingt allerdings noch nicht freizügig einsetzbar. Bereits im Dezember 1993 war der MGT6D Nr. 500 aus Halle (Bogestra-Variante) zu Demonstrationszwecken auf Linie 2 (Domplatz – Anger – ega) im Einsatz.

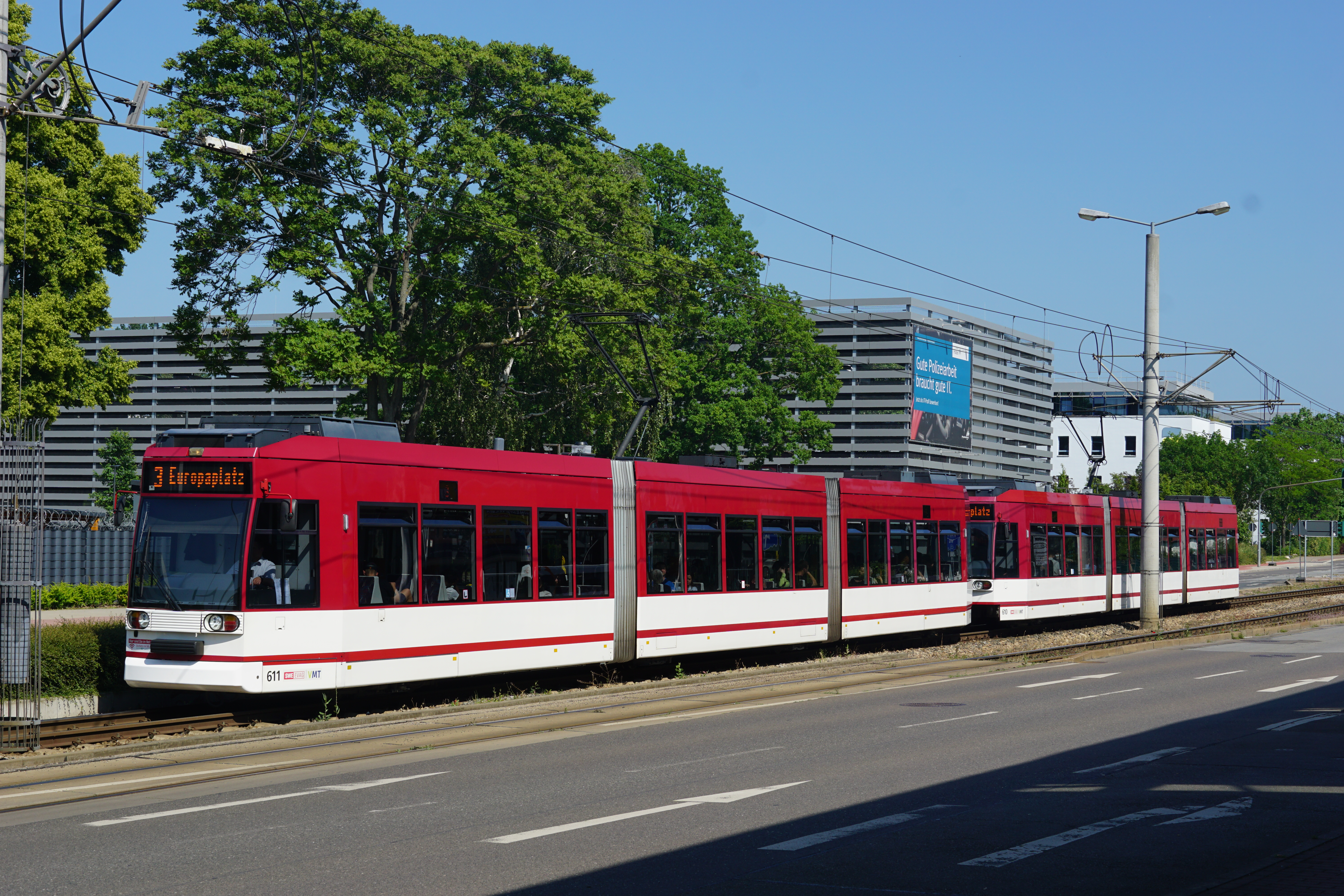
Doppeltraktion zweier MGT6DE der Straßenbahn Erfurt

Anschließend beschaffte die EVAG zwölf Wagen der als Einrichtungswagen ausgeführten, nur für Erfurt, gebauten Variante. Sie wird zur Abgrenzung von den Zweirichtungswagen auch MGT6DE genannt. Diese wurden 1996 bis 1998 ausgeliefert. Zeitweise war geplant, den MGT6D-Bestand auf insgesamt 21 statt 16 Wagen aufzustocken. Dies unterblieb jedoch aus Kostengründen. Von 2003 bis 2004 wurden vier MGT6DE an die Straßenbahn Valencia ausgeliehen.
In Erfurt werden die MGT6D auch in Doppeltraktion eingesetzt, Ein- und Zweirichtungswagen allerdings nicht gemischt. Ein regelmäßig auftretender Anlass zur Nutzung der Zweirichtungsausstattung der ersten vier Wagen sind Karnevalsumzüge in der Innenstadt. Dann bedienen zwei Fahrzeuge den Streckenabschnitt Krämpfertor – Ringelberg, jeweils eines auf einem der sonst im Richtungsbetrieb verwendeten Gleise pendelnd.

### Rhein-Neckar
1992 bestellte die Heidelberger Straßen- und Bergbahn zwölf MGT6D der an ihre Anforderungen angepassten Variante. Die Auslieferung erfolgte in den Jahren 1994 und 1995. Auch nach der organisatorischen Zusammenfassung der Straßenbahn Heidelberg mit weiteren verbundenen Bahnstrecken und -netzen im Unternehmen Rhein-Neckar-Verkehr (RNV) blieben die Fahrzeuge primär in ihrem ursprünglichen Einsatzgebiet. 2024 begann die Ausmusterung der Fahrzeuge im Zuge der fortschreitenden Auslieferung der Rhein-Neckar-Tram 2020. Einige wurden verschrottet, die anderen an die Schöneicher-Rüdersdorfer Straßenbahn verkauft.
In den frühen 1990er Jahren hatten auch die Mannheimer MVV, die Verkehrsbetriebe Ludwigshafen (VBL) und die Rhein-Haardtbahn GmbH (RHB) MGT6D bei der Duewag und ABB bestellt. Es sollte sich um Einrichtungswagen mit fünf Doppeltüren (im vorderen und hinteren Wagenteil jeweils zwei) handeln. Die Front sollte wie beim NGT6C asymmetrisch und mit einer Einzeltür ausgeführt werden. Die Wagenbreite war mit 2,4 Metern etwas breiter als bei den anderen MGT6D vorgesehen. Die MVV sollte 50, die VBL 16 und die RHB drei Fahrzeuge erhalten. Es wurden bereits Werbemittel ausgegeben, die die Zeichnung eines MGT6D in der damals aktuellen grünen Mannheimer Farbgebung zeigten. Die RHB wünschte jedoch auch die Möglichkeit zur Beschaffung einer auf ungefähr 40 Meter verlängerten Variante. Auf Grundlage des MGT6D wäre dazu ein weiterer Wagenteil mit einem Einzelrad-Einzelfahrwerk eingefügt worden. Die Duewag konnte dabei jedoch nicht garantieren, dass die auf der Rhein-Haardtbahn maximal zulässige Belastung von fünf Tonnen pro Rad  eingehalten würde. Deshalb wurde der Auftrag 1992 auf die vollkommen anders aufgebauten Multigelenkwagen des Typs 6MGT/8MGT geändert.

### Nachfolger
Mit seinem Aufbau des Wagenkastens kann der Bombardier Flexity Classic in der achtachsigen Version als Nachfolger des MGT6D gelten.
Auch bei diesem Typ war Kassel der erste Besteller.